# My Toot Toot
«My Toot Toot» (песня также известна под названиями «Don’t Mess with My Toot Toot» и «(Don't Mess with) My Toot Toot») — сингл американского блюзового музыканта Рокин Сидни, выпущенный в 1985 году в США, а затем по всему миру на лейбле Epic Records. Лауреат премии Грэмми 1986 года в номинации «Лучшая традиционная или этническая запись». Лауреат 6th Annual Blues Awards 1985 года в номинации «Песня года» .

## О сингле
К 1984 году Рокин Сидни не был широко известным музыкантом. Он хоть и выпускал записи с конца 1950-х годов, но был популярен лишь в пределах Луизианы. Всё изменилось с выходом сингла «My Toot Toot». Он был записан как демо-сингл музыкантом самостоятельно в домашней студии, где Рокин Сидни сыграл сам на всех инструментах (как и на всём записанном альбоме, ранее вышедшем под названием My Zydeco Shoes Got the Zydeco Blues). Сингл  выпустила местная компания Maison de Soul, на второй стороне записав песню «My Zydeco Shoes» и распространив его в Луизиане и Техасе. Песня приобрела ошеломляющую популярность в регионе: Клеон Флойд, дядя и менеджер певца Кинга Флойда, услышав песню и увидев реакцию публики на неё на концерте, хедлайнером которого было Соломон Бёрк, спешно приобрёл двадцать экземпляров пластинки, доставив их в Новый Орлеан, однако ему пришлось заказывать еще. В праздник Марди Гра 1985 года в Новом Орлеане песня произвела эффект разорвавшейся бомбы, звучала «из каждого утюга». Такой успех привлёк внимание крупных лейблов, и продюсер Хьюи П. Мо передал права на распространение в США компании Epic Records, дочернему подразделению Columbia Records, которая запустила продажи сингла по всей стране, изменив сторону «Б» и поставив туда композицию «Jalapeno Lena». Сингл добрался до 19 места в американском чарте кантри-песен. Успех песни привлёк компании по всему миру, и сингл был выпущен в разных странах такими крупными лейблами, как Philips Records, Mercury Records, CBS Records. Рокин Сидни с этим синглом удостоился внимания таких изданий, как People, Rolling Stone, Billboard и Music City News, и появлялся в многочисленных национальных телешоу. 
Песня стала первым международным хитом в стиле зайдеко. Песню «My Toot Toot» можно услышать в фильмах «Тяжёлый случай» (2006) , «Хороший полицейский» (1991) и «Большой кайф» (1986). Кавер-версии песни записали многие другие исполнители, включая Фэтса Домино, Дениз Ласаль и Джона Фогерти; некоторые из версий поднялись в хит-парадах ещё выше оригинала. Испаноязычная версия в исполнении группы La Sonora Dinamita под названием «Mi Cucu» была продана в Центральной и Южной Америке в количестве более миллиона копий, а немецкоязычная «Mein Tuut Tuut» в 1985 году добралась до 15 места в Германии. Как отметил один из обозревателей, «мир сошел с ума по „Toot Toot“ в 1985 году».

## Участники записи
- Рокин Сидни — вокал, аккордеон, все иные инструменты

## Чарты
| Чарт (1985)            | Позиция |
| ---------------------- | ------- |
| Switzerland            | 8       |
| UK Singles Chart       | 91      |
| US Hot Country Singles | 19      |